# Fortunate Son
«Fortunate Son» es una canción del grupo estadounidense Creedence Clearwater Revival incluida en el álbum Willy and the Poor Boys de 1969. Fue publicada como sencillo en septiembre de ese mismo año junto con el tema "Down on the Corner", alcanzando el puesto número 14 en los Estados Unidos y consiguiendo el disco de oro en diciembre de 1970. "Fortunate Son" se convirtió tras su publicación en una de las canciones más representativas del movimiento antibélico desatado a finales de los 60 en los Estados Unidos por su intervención en la guerra de Vietnam.

## Origen
La canción está inspirada en la relación entre David Eisenhower, nieto del presidente Dwight Eisenhower y Julie Nixon, hija del presidente Richard Nixon, en 1968. John Fogerty, compositor del tema, declaró a Rolling Stone: "Julie Nixon estaba saliendo con David Eisenhower, y daba la sensación de que esta gente no estaba comprometida con la guerra. En 1969, la mayoría del país pensaba que las tropas tenían la moral muy alta, y que algo así como el ochenta por ciento de ellas estaba a favor de la guerra. Pero para los que mirábamos más de cerca, sabíamos que estábamos metiéndonos en problemas".
La canción fue popular durante la Guerra de Vietnam y fue incluida en varias películas y videojuegos referentes a ella. Narra los pensamientos de un hombre que está siendo reclutado para la guerra de Vietnam y que no es hijo de un senador, millonario o militar; él simplemente no es un "hijo afortunado" (significado de fortunate son en inglés). 
La revista Rolling Stone la incluyó en el puesto n.º 99 en su lista de las 500 mejores canciones de todos los tiempos.
Ha aparecido en multitud de películas, especialmente en las de temática bélica, en concreto sobre la Guerra de Vietnam; algunas de ellas son Forrest Gump o Live Free or Die Hard y más recientemente en las películas Battleship y Escuadrón suicida. También ha hecho su aparición en videojuegos de las series Battlefield Bad Company 2: Vietnam, Guitar Hero, Call of Duty: Black Ops, Watch Dogs 2, Bioshock Infinite, Mafia III y Grand Theft Auto V en las versiones de PC, PS4 Y XBOX ONE.